# 赫米特島
赫米特島（英語：Hermit Island）是南極洲的島嶼，位於帕默群島的昂韋爾島西南岸，長1.6公里，處於波拿巴角東南面2.4公里，由英國南極名稱諮詢委員會命名，現時由南極條約體系管理。